# Leisel Jones
Leisel Marie Jones (Katherine, 30. kolovoza 1985.) je australska plivačica.
Višestruka je olimpijska pobjednica i svjetska prvakinja u plivanju.